# 安布洛河
13°47′35″N 39°19′26″E / 13.793°N 39.324°E

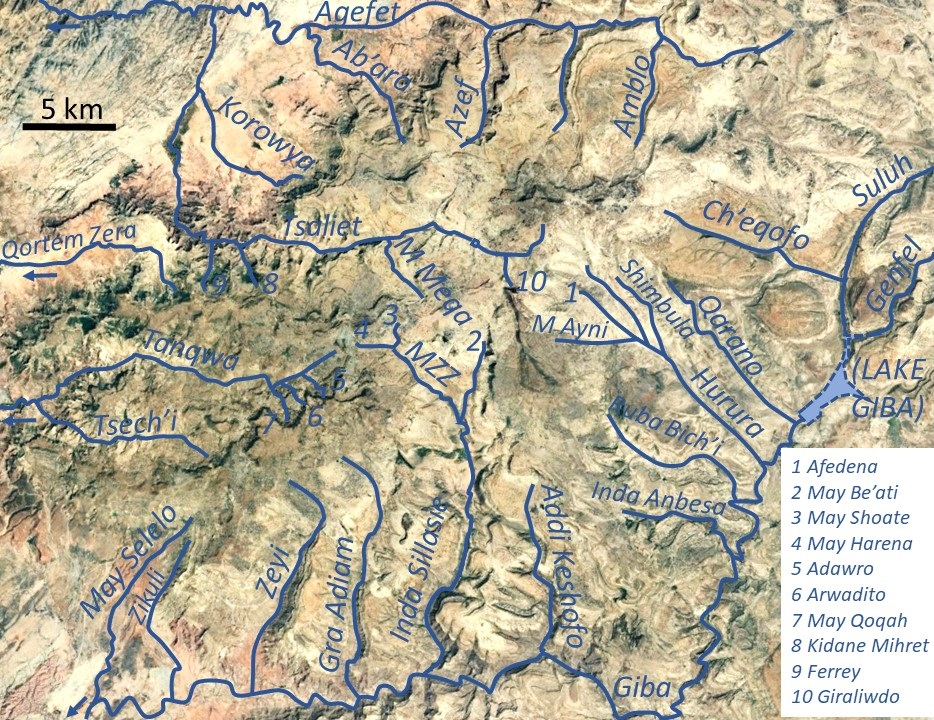

安布洛河是埃塞俄比亞的河流，位於該國北部，處於提格雷州，屬於尼羅河流域的一部分，河道全長2公里，河床上的巨石和鵝卵石可能來自流域上游。